# Emil Krebs
Emil Krebs (Freiburg in Schlesien, 15 november 1867 - Berlijn, 31 maart 1930) was een Duitser die een uitzonderlijk goede kennis van talen had. Hij werkte bij de overheid als vertaler Chinees, maar was vertrouwd met aanzienlijk meer talen. Hij beheerste 33 talen vloeiend in woord en geschrift, beheerste daarnaast nog eens 35 talen op tolkniveau en had in totaal 120 talen bestudeerd. Na zijn dood werd in zijn hersenen een afwijking van het centrum van Broca vastgesteld, die mogelijk verband hield met zijn grote taalvaardigheid.

## Studietijd
Krebs volgde de basisschool in Esdorf en de middelbare school in Freiburg (1878-80). Op een dag zag hij een oud tijdschrift in een voor hem onbekende taal en hij vroeg zijn leraar welke taal het was. Zijn leraar antwoordde dat het Frans was en leende hem een Frans woordenboek. Krebs trok zich terug van de spelende kinderen en besteedde elk vrij uur aan de studie Frans en enkele maanden later zei hij tegen zijn leraar: "Monsiör, sche etudieh franzeis! Wollez parler awek moi?" In eerste instantie moest de leraar erom lachen, maar hij begreep daarna dat Krebs zichzelf Frans aangeleerd had zonder zich bewust te zijn van de uitspraak.
Hierop werd Krebs doorgestuurd naar het gymnasium in Schweidnitz (1880-87), waar hij alle vier talen volgde: Latijn, Grieks, Frans en Hebreeuws. In zijn talenhonger studeerde hij daarnaast ook nog Nieuwgrieks, Engels, Italiaans, Spaans, Russisch, Pools, Arabisch en Turks. Toen hij op zijn 19e het gymnasium verliet, had hij inmiddels een vlotte beheersing van twaalf talen. Hij behaalde de beoordeling "goed" in de vakken Latijn, Grieks en Frans en "zeer goed" in Hebreeuws en wiskunde.
In 1887 begon hij aan de Universiteit van Breslau met een studie protestantse theologie die hij al na een half jaar afbrak. Om in aanmerking te komen voor een loopbaan bij het ministerie van Buitenlandse Zaken, werd in die tijd een gecombineerde studie van Rechten en Taalkunde aangeraden. Hierom besloot Krebs rechtsgeleerdheid te studeren, een studie die hij in 1891 afrondde. In dezelfde tijd meldde hij zich bij het nog maar net ervoor door het ministerie opgerichte Seminar für Orientalische Sprachen (SOS). Hij koos hier voor het Mandarijn en slaagde al op 24 juli 1890 voor het examen.

## Verblijf in China
In 16 augustus 1891 leverde Krebs een petitie in bij Buitenlandse Zaken met het verzoek naar China te worden overgeplaatst. Enkele jaren later deed zich die mogelijkheid voor. Krebs kwam op 5 december 1893 in China aan. Hij zag er twee studiegenoten van het S.O.S. terug: Eerste Tolk Otto Franke (1890-1900) en Tweede Tolk Heinrich Cordes (1896-1901). Krebs ging mee op verschillende dienstbezoeken, waaronder een bezoek aan de provincie Shantung. In Jiaozhou hielden ze zich langer op omdat twee Duitse officieren door Chinezen met stenen waren bekogeld. In november 1897 werden twee Duitse missionarissen van Steyl vermoord, wat door keizer Wilhelm II werd aangegrepen om de Bocht van Jiaozhou te laten bezetten. Dat liep uit op een pachtverdrag van Jiaozhou aan Duitsland van 99 jaar. Voor deze bezetting waren al eerder plannen gemaakt en de proclamatie aan de Chinese bevolking was al in de zomer ervoor opgesteld en vermoedelijk geheel vertaald door Krebs.
In september 1901 kwam Krebs aan in Peking, waar hij vanaf dat moment als Eerste Tolk voor de Keizerlijke Kanselarij diende. Hij kreeg er meteen veel te doen vanwege de ontwikkelingen rond de Bokseropstand, waarvoor hij onder andere onderscheiden werd met de Kroonorde 4e klasse. In 1912 ontving hij de titel Legationsrat. In de jaren die erop volgden won Legationsrat Krebs veel aanzien bij de Chinezen die hem zelfs raadpleegden bij grammaticale vragen. Hij werd geregeld op audiëntie gevraagd door de keizerin van China die veel waardering had voor zijn beheersing van het Chinees. In 1913 trouwde hij op het Duitse consulaat in Shanghai met Mande Heyne-Glasewald, dochter van de Geheime Justitieraadsheer Glasewald uit Maagdenburg.

## Autobiografie van Otto von Hentig
In 1911 kwam de jonge attaché Otto von Hentig bij het gezantschap in Peking en in zijn autobiografie uit 1962 schreef hij: "Krebs was een fenomeen. In 1912 beheerste hij 32 talen, niet op de wijze zoals de meerlinguïsten van zichzelf beweren, maar evenzo elegant en goed het Arabisch als het Russisch of Italiaans."
Op een morgen waren Krebs en Von Hentig uitgenodigd voor een ontbijt waar Krebs een Armeniër ontmoette. Nog diezelfde dag bestelde hij per telegraaf bij de bibliotheek van de Universiteit van Leipzig boeken over de Armeense grammatica, oud-Armeense kerkliteratuur en moderne Armeense romans. Voor de grammatica had hij twee weken nodig, voor het oud-Armeens drie weken en voor de gesproken taal vier weken. Daarna beheerste hij de taal.

## Moeilijk karakter
De omgang met Krebs was moeizaam en hij kon ook Chinese overheidsdienaren soms afschrikken met zijn grofheid. Op een vriendelijke groet kon hij reageren met: "Wat wilt u, laat mij met rust!" Omdat hij van middernacht tot vier uur 's morgens talen repeteerde, sliep hij in de namiddag. Een leerschema kon er bijvoorbeeld als volgt uitzien: op maandag Mongools, op dinsdag Duits, op woensdag Russisch enzovoorts.
De schoonzus van Krebs, Toni Deneke, zette in 1967 haar herinneringen aan hem op papier. Hij had in Berlijn een studiekamer die uitpuilde van de boeken, waaronder boeken in zijden kaften die hij van de keizerin had gekregen. Hier had hij alleen een stoel voor zichzelf en niet voor gasten, waardoor gasten die lang van stof waren vanzelf gedwongen werden snel de kamer te verlaten. Ongewenste gasten werden door haar zus afgewimpeld met: "Mein Krebschen lernt gerade burjätisch" (Mijn Krebsje leert net Boerjatisch).

## Terugkeer in Berlijn

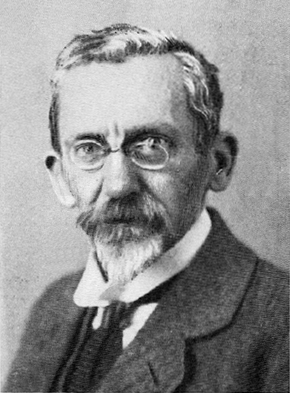
Portretfoto van Emil Krebs.

In het voorjaar van 1917 volgde een teruggang in de diplomatieke betrekkingen tussen Duitsland en China. Enkele Duitsers werden overgenomen door de Nederlandse diplomatieke dienst die de betrekkingen voor Duitsland waarnam. De Fransen staken echter een stokje voor de opname van Krebs in Nederlandse dienst, door het Chinese ministerie van Buitenlandse Zaken te laten weten: "Monsieur Krebs, jamais!" Via een lange terugweg vanuit Peking op 25 maart over Shanghai, San Francisco, New York en Rotterdam kwam Krebs aan in Berlijn op 23 mei 1917.
In Berlijn was zijn carrière onderhevig aan steeds veranderende omstandigheden. In november ging hij opnieuw aan de slag voor Buitenlandse Zaken bij de Nachrichtenstelle für den Orient die het ministerie tijdens de Eerste Wereldoorlog had ingesteld. Na de oorlog werd deze dienst hernoemd tot Deutsches Orient-Institut en in 1921 opgeheven. Op 23 mei van dat jaar trad hij aan bij het Geheimschriftbureau (Chiffrierbüro) onder Regierungsrat Gautier. Hier had hij het niet naar zijn zin en hij vroeg oud-leraar Friedrich Rosen van het SOS, op dat moment minister van Buitenlandse Zaken, om een gesprek. Op het moment dat dit gesprek plaatsvond, was het kabinet echter net drie dagen terug opgestapt. Rosen werd enkele maanden opgevolgd door Joseph Wirth en vervolgens door Walther Rathenau. Met Rathenau kreeg Krebs een drie uur durend gesprek op 21 juni 1922, waarbij Rathenau bij het verlaten van zijn kamer zei: "Hier blijft u niet meer lang. Voor zo'n capaciteit hebben wij betere toepassingen." Drie dagen later werd echter Rathenau vermoord.
Krebs schreef ook een brief naar Otto Franke of hij leraar kon worden aan een universiteit, maar Franke, die Krebs nog goed kende uit het SOS en China, hield de boot diplomatiek af. Op een sollicitatie naar onderwijzer Chinees, Mongools, Japans en Tibetaans aan het SOS ging Gautier in met betrekking tot de eerste twee talen en raadpleegde hij Franke over Krebs. Hier gaf Franke aan geen bedenkingen te hebben over de vakkundigheid van Krebs, echter wel over zijn persoonlijke houding die met andere geleerden tot schadelijke complicaties zou kunnen leiden. Medio 1923 werd het Gautier duidelijk dat het Krebs zelf was die zich in de weg stond naar een verdere loopbaan bij het SOS of een universiteit. Op 13 juli besloot hij daarom Krebs ook toe te laten tot de Talendienst waar Gautier ook de leiding over had. In 1926 kreeg elke medewerker in overheidsdienst een maandelijkse bonus van 90 Reichsmark per taal die iemand beheerste. Krebs diende in eerste instantie vijftig talen in, waarna er een quotum gesteld werd van twee talen.

## Hersenonderzoek na zijn dood
Ongeduldig als hij was, nam hij nooit de lift en op 31 maart 1930 was hij nog de trap opgerend op het ministerie van Buitenlandse Zaken, waar hij die dag overleed aan een beroerte. Zijn hersenen werden onderzocht en in 15.000 plakjes ontleed. In een onderzoek naar het centrum van Broca door Vogt bleek dat dit uitzonderlijk groot was.
Katrin Amunts van het Onderzoekscentrum Jülich onderzocht de hersenen van Krebs en stelde vast dat het centrum van Broca een andere structuur dan gewoonlijk had. Hierbij werden elf controlehersenen gebruikt. De celarchitectuur vertoonde anders gedijde schakelingen, wat het vermoeden gaf dat informatie sneller door het spraakcentrum geleid kon worden. Om dit vermoeden naar zekere wetenschap om te zetten, hadden echter de hersenen van minstens nog tien taalbegaafde mensen in het onderzoek meegenomen moeten worden.

## Talenkennis
De schattingen van het aantal talen die Krebs beheerste lopen uiteen van 33 tot 68. Zijn eigen vrouw gaf aan dat hij er 68 in woord en geschrift beheerste en dat hij zich met meer dan honderd talen had beziggehouden. Er is een document van Krebs uit 1914, toen hij in Peking verbleef, waarin hij inging op een vraag van de privé-lerares Margarete Berlin en opschreef dat hij uit de volgende talen in het Duits kon vertalen:
| Europese talen | Europese talen | Europese talen | Aziatische talen | Aziatische talen |
| Armeens        | Georgisch      | Pools          | Arabisch         | Mantsjoe         |
| Boheems        | Grieks         | Portugees      | Chinees          | Mongools         |
| Bulgaars       | Hongaars       | Russisch       | Hindi            | Perzisch         |
| Deens-Noors    | Italiaans      | Servisch       | Siamees          | Urdu             |
| Engels         | Kroatisch      | Spaans         | Japans           |                  |
| Fins           | Litouws        | Turks          | Javaans          |                  |
| Frans          | Nederlands     | Zweeds         | Maleis           |                  |

Andersom gaf hij aan dat hij met het Duits als brontaal in de volgende talen kon vertalen: Engels, Frans, Italiaans, Spaans, Russisch, Hongaars, Chinees, Fins, Grieks, Latijn en Bijbelhebreeuws. Zijn stiefdochter voegde aan deze tekst toe dat een taal beheersen, een taal kunnen spreken en lezen, iets heel anders is dan als tolk correcte vertalingen uit die taal verzorgen. Na de hertelling kwam zij uit op een beheersing van 33 talen.
Na zijn overlijden werden boeken in 120 verschillende talen in zijn bibliotheek aangetroffen.

## Beperkte interesse
Vanuit de wetenschap krijgt Krebs de kritiek dat hij uit zijn grote talenkennis niets positiefs heeft ontwikkeld op het gebied van taalvergelijkende wetenschap. Het is onbekend of hij dat niet wilde of niet kon. Tot aan het eind van zijn leven was het zijn hobby telkens weer nieuwe talen te leren en keer op keer te repeteren. Hij hield zich verder ook niet bezig met literatuur in de betreffende talen, maar interesseerde zich enkel voor de grammatica.
Eenzelfde beeld gaf Otto von Hentig die hem een keer had gevraagd een taalvergelijkende voordracht te houden of een voordracht met ander thema naar eigen keuze. Dit verzoek wees hij af, volgens Von Hentig niet uit dwarsheid, maar omdat hij niet in staat was anders dan puur taal-grammaticaal te denken. Wel heeft hij vertalingen nagelaten, zoals het Götz-Zitaat in veertig talen.